# Лаит
Лаи́т (фр. Lahitte) — коммуна во Франции, находится в регионе Юг — Пиренеи. Департамент — Жер. Входит в состав кантона Ош-Нор-Эст. Округ коммуны — Ош.
Код INSEE коммуны — 32183.

## География
Коммуна расположена приблизительно в 600 км к югу от Парижа, в 65 км западнее Тулузы, в 8 км к востоку от Оша.

## Климат
Климат умеренно-океанический. Лето жаркое и немного дождливое, температура часто превышает 35 °С. Зимой часто бывает отрицательная температура и ночные заморозки. Годовое количество осадков — 700—900 мм.

## Население
Население коммуны на 2010 год составляло 257 человек.
| 1962 | 1968 | 1975 | 1982 | 1990 | 1999 | 2010 |
| ---- | ---- | ---- | ---- | ---- | ---- | ---- |
| 119  | 134  | 143  | 148  | 182  | 184  | 257  |

## Администрация
| Период | Период | Фамилия        | Партия                  | Примечания               |
| ------ | ------ | -------------- | ----------------------- | ------------------------ |
| 2001   | 2014   | Ален Сорбадер  | Социалистическая партия | член генерального совета |
| 2014   | 2020   | Робер Камгийан |                         |                          |

## Экономика
В 2010 году среди 172 человек трудоспособного возраста (15-64 лет) 126 были экономически активными, 46 — неактивными (показатель активности — 73,3 %, в 1999 году было 78,1 %). Из 126 активных жителей работали 115 человек (55 мужчин и 60 женщин), безработных было 11 (4 мужчины и 7 женщин). Среди 46 неактивных 14 человек были учениками или студентами, 28 — пенсионерами, 4 были неактивными по другим причинам.

## Достопримечательности
- Церковь XIII века. Исторический памятник с 1947 года[4]